# にぢゅうまる企画
有限会社にぢゅうまる企画（にぢゅうまるきかく）は、日本の東京都を拠点に活動するパフォーマンス、大道芸、音楽をメインに企画、運営をしているイベント会社であり大道芸人系の芸能事務所。所在地は東京都江東区。

## 概要
- 2004年（平成18年）1月11日設立。
- 音楽パフォーマンスユニット『パオパオ堂。』メンバーの丸山裕子が代表として、2004年から大道芸人を中心としたイベントを企画し運営をはじめる。[1]
- 『にぢゅうまる企画』の名前自体は、かつて丸山が活動していたバンドで、ライブハウスでのイベントを初めて企画した1994年に生まれている。

## フェスティバル
- 幕張大道芸フェスティバル
- 八千代大道芸フェスティバル
- アリオ川口大道芸グランプリ
- こどもの国大道芸フェスタ
- 深川小路演芸祭り

ほか

## 舞台
- トランク、トランク2（企画、演出、運営
- パオパオ堂。裏カーニバル1、2、3（企画、演出、運営）
- パフォーマンスGIG in 原宿クロコダイル（企画、運営）
- 個展『Entertainer Hi2 First exhibition ボックス』（企画、運営）
- EntertainerHi2 First Live『カプセル』（企画、運営）

## 所属
- パオパオ堂。
- しょうたろ〜（麻倉尚太)

## 大道芸・協力メディア
- 笑っていいとも!（フジテレビ系）
- シャキーン!・シャキーン! ザ・ナイト（NHK）
- 極める（NHK）
- 逃走中（フジテレビ系）
- 赤鼻のセンセイ（2009年7月 - 9月、日本テレビ系）
- Mother（2010年4月 - 6月、日本テレビ系）
- 怪物くん（2010年4月 - 6月、日本テレビ系）
- いつか陽のあたる場所で（2013年、NHK）

ほか